# حسابات وعقابات (مسلسل)
حسابات وعقابات مسلسل درامي تونسي عُرض لأول مرة في شهر رمضان عام 2004 على قناة تونس 7، وهو من تأليف علي اللواتي وإخراج الحبيب المسلماني وإنتاج الوكالة الوطنية للنهوض بالقطاع السمعي البصري.
يُعد أول مسلسل تونسي من 31 حلقة، كما استغرق وقت تصويره ستة أشهر، وهو يطرح العديد من القضايا الاجتماعية، أهمها الاحتيال والتفكك الأسري والتمييز الطبقي بين الأشخاص على أساس خلفياتهم.

## القصة
لزهر عروش، مهندس في البيولوجيا الغذائية من أصل ريفي، ينحدر من قرية «المسيكات». يعود إلى تونس من فرنسا، محملا بالشهائد العلمية ومتطلعا إلى وظيفة تتماشى مع مؤهلاته وشغفه بالبحث العلمي، لكنه يواجه صعوبات كثيرة، حيث يقوم صهره الطيب الشواشي (والد طليقته نجلاء) بوضع العراقيل، كما يفتك منه حضانة ابنته منال، ويرسلها للدراسة في ألمانيا. إضافة إلى ذلك، يتعرض لزهر إلى العديد من المشاكل، مع تسلمه لعمله كمدير في مختبر صناعة الياغرت في شركة محمود عبد العاطي، حيث يرفض بعض العاملين التعاون معه، بسبب مكانته الاجتماعية المتواضعة، كما يدبر البعض منهم المؤامرات للإيقاع به نظرًا لكفاءته العالية، مثل معتز، مساعد محمود عبد العاطي. في المقابل، يقف بعض الأشخاص معه، لمساعدته في أزماته، مثل زميلته سندة (ابنة معتز)، وابنة خالته البيطرية جميلة رغم مشاكلها العائلية الكثيرة، والشاعر المثقف سعيد الفاهم الذي لديه فلسفة خاصة للحياة، ومغزل الذي كان يربي الكلاب في منزل الطيب الشواشي، قبل أن يطرده هذا الأخير.
أمام كل هذه الأزمات، يحاول لزهر عروش عدم التخلي عن مبادئه، حيث ينتقد الطيب الشواشي لمساهمته في التلوث البيئي من خلال امتلاكه مصنعًا للمبيدات الحشرية، كما يتهمه بأنه السبب في تطليقه من نجلاء، لكونه يفوقه ذكاء وثقافة، وأنه وراء تزويجها من شخص آخر، يُدعى حمادي.
في الأخير، يستسلم الطيب الشواشي، ويقبل بعودة ابنته نجلاء وحفيدته منال إلى لزهر عروش.

## الشخصيات

### الشخصيات الرئيسية
- يونس الفارحي: «لزهر عروش» مهندس في البيولوجيا الغذائية
- لمياء العمري: «جميلة» بيطرية، ابنة خالة لزهر
- جمال المداني: «سعيد الفاهم» شاعر، صديق لزهر
- سوسن معالج: «نجلاء الشواشي» طليقة لزهر، ثم زوجته
- هشام رستم: «الطيب الشواشي» مدير مصنع للمبيدات الحشرية، صهر لزهر ووالد نجلاء
- جلال الدين السعدي:«مغزل» أو «فتحي» مربي كلاب لدى الطيب الشواشي، صديق لزهر
- علي بنور: «محمود عبد العاطي» صاحب شركة صناعات غذائية
- درة زروق: «سندة» مسؤولة في شركة محمود عبد العاطي، صديقة لزهر
- جودة ناجح: «جليلة الشواشي» زوجة الطيب، والدة نجلاء
- دليلة مفتاحي: «حضرية» خادمة منزل الطيب الشواشي
- آمال البكوش: «طاوس عروش» والدة لزهر
- عبد اللطيف بوعلاق: «محسن الرابحي» فلاح في قرية المسيكات، طليق جميلة
- إبراهيم زروق: «المنصف الصواف» زوج جميلة الثاني
- نعيمة الجاني: «مريم الصواف» شقيقة المنصف، خطيبة محسن
- عزيزة بولبيار: «محظية الصواف» والدة مريم والمنصف
- محمد الغزواني: «العربي الصواف» زوج محظية، والد مريم والمنصف
- ليلى الشابي: «إلهام وجدي» أو «سالمة» مغنية، حبيبة الطيب الشواشي
- منال عمارة: «زهور» خادمة منزل إلهام وجدي، زوجة سعيد الفاهم
- فتحي المسلماني: «شكري» المدير السابق لمختبر شركة محمود عبد العاطي

### الشخصيات الثانوية
- حليمة داود: «فطيمة الرابحي» والدة محسن
- حسن الخلصي: «عبد الواحد» مسؤول في شركة محمود عبد العاطي
- توفيق عبد الهادي: «معتز» مسؤول في شركة محمود عبد العاطي، والد سندة
- وحيدة الدريدي: «عطف» مسؤولة في شركة محمود عبد العاطي
- محمد علي بن جمعة: «أمين» مسؤول في شركة محمود عبد العاطي
- طارق الزرقاطي: «يوسف» مسؤول في شركة محمود عبد العاطي
- مراد كروت: «المنجي» مسؤول في شركة محمود عبد العاطي
- بلحسن خذر: «الطاهر» مسؤول متقاعد في شركة محمود عبد العاطي
- محمد دغمان: «نور الدين» مدير الإعلامية في شركة محمود عبد العاطي
- توفيق العايب: «أحمد» مسؤول في شركة محمود عبد العاطي
- أحمد أمين بن سعد: «كريم» ابن جميلة ومحسن
- سناء كسوس: «إنعام» صديقة كريم
- محمد الجلاصي: «وسيم» ابن شقيقة لزهر
- حمادي دخيل: «حمادي» زوج نجلاء الثاني
- خديجة بن عرفة: «محرزية» والدة حمادي
- كوثر بلحاج: «حبيبة» خطيبة مغزل
- هشام برتقيز: «عزّوز بينسة» شقيق حبيبة
- دنيا السعدي: «منال عروش» ابنة لزهر ونجلاء

## فريق العمل
| العمل     | صاحب العمل                                   |
| --------- | -------------------------------------------- |
| الإنتاج   | الوكالة الوطنية للنهوض بالقطاع السمعي البصري |
| الموسيقى  | الطاهر القيزاني                              |
| السيناريو | علي اللواتي                                  |
| الإخراج   | الحبيب المسلماني                             |